# Fußball-Weltmeisterschaft 1970/Schweden
Dieser Artikel behandelt die schwedische Fußballnationalmannschaft bei der Fußball-Weltmeisterschaft 1970.

## Qualifikation
Die schwedische Nationalmannschaft wurde zusammen mit Frankreich und Norwegen in die Gruppe 5 der europäischen Qualifikation gelost.
Am 9. Oktober 1968 traf die schwedische Auswahl in Stockholm zum ersten Qualifikationsspiel auf Norwegen. Durch drei Tore von Ove Kindvall und zwei Treffer von Bo Larsson gelang ein 5:0-Erfolg über die skandinavischen Nachbarn. Am 19. Juni des folgenden Jahres kam es zum Rückspiel in Oslo. Örjan Persson, Leif Eriksson und Ove Kindvall sorgten für eine 3:0-Pausenführung, die Ove Grahn und Roland Grip bis zur 49. Spielminute zu einer 5:0-Führung ausbauten. Nachdem die Mannschaft etwas zurückschaltete konnte Norwegen durch zwei Tore von Ola Dybwad-Olsen auf 2:5 verkürzen.
Da Norwegen und Frankreich in den direkten Duellen jeweils einmal gewonnen hatten, genügte Schweden im dritten Gruppenspiel ein Sieg, um sich vorzeitig für die Endrunde zu qualifizieren. Am 15. Oktober 1969 gelang dann in Stockholm durch zwei Tore von Ove Kindvall auch ein 2:0-Erfolg, so dass das abschließende Spiel am 1. November in Paris nur noch von statistischer Bedeutung war. Daher hatte die 0:3-Niederlage durch Tore von Jean-Claude Bras, dem seine einzigen beiden Länderspieltreffer gelangen, und Jean Djorkaeff keine große Bedeutung mehr.
| Datum            | Begegnung             | Ergebnis  |
| 9. Oktober 1968  | Schweden – Norwegen   | 5:0 (1:0) |
| 19. Juni 1969    | Norwegen – Schweden   | 2:5 (0:3) |
| 15. Oktober 1969 | Schweden – Frankreich | 2:0 (1:0) |
| 1. November 1969 | Frankreich – Schweden | 3:0 (3:0) |

## Schwedisches Aufgebot
| Nr.               | Name                | Verein vor WM-Beginn    | Geburtstag | Spiele   | Tore     | Gelbe Karte | Rote Karte |
| Torhüter          | Torhüter            | Torhüter                | Torhüter   | Torhüter | Torhüter | Torhüter    | Torhüter   |
| ----------------- | ------------------- | ----------------------- | ---------- | -------- | -------- | ----------- | ---------- |
| 1                 | Ronnie Hellström    | Hammarby IF             | 21.02.1949 | 1        | 0        | 0           | 0          |
| 12                | Sven-Gunnar Larsson | Örebro SK               | 10.05.1940 | 2        | 0        | 0           | 0          |
| 17                | Ronney Pettersson   | Djurgårdens IF          | 26.04.1940 | 0        | 0        | 0           | 0          |
| Abwehrspieler     |                     |                         |            |          |          |             |            |
| 2                 | Hans Selander       | Helsingborgs IF         | 15.03.1945 | 2        | 0        | 0           | 0          |
| 3                 | Kurt Axelsson       | FC Brügge               | 10.11.1941 | 3        | 0        | 0           | 0          |
| 4                 | Björn Nordqvist     | IFK Norrköping          | 06.10.1942 | 2        | 0        | 0           | 0          |
| 5                 | Roland Grip         | AIK Solna               | 01.01.1941 | 3        | 0        | 0           | 0          |
| 14                | Krister Kristensson | Malmö FF                | 25.07.1942 | 0        | 0        | 0           | 0          |
| 15                | Leif Målberg        | IF Elfsborg             | 01.09.1945 | 0        | 0        | 0           | 0          |
| 20                | Jan Olsson          | GAIS Göteborg           | 18.03.1944 | 2        | 0        | 0           | 0          |
| Mittelfeldspieler |                     |                         |            |          |          |             |            |
| 6                 | Tommy Svensson      | Östers IF               | 04.03.1945 | 3        | 0        | 0           | 0          |
| 7                 | Bo Larsson          | Malmö FF                | 05.05.1944 | 3        | 0        | 0           | 0          |
| 8                 | Leif Eriksson       | Örebro SK               | 20.03.1942 | 2        | 0        | 0           | 0          |
| 11                | Örjan Persson       | Örgryte IS              | 27.08.1942 | 2        | 0        | 1           | 0          |
| 16                | Thomas Nordahl      | Örebro SK               | 24.05.1946 | 1        | 0        | 0           | 0          |
| 19                | Göran Nicklasson    | IFK Göteborg            | 20.08.1942 | 2        | 0        | 0           | 0          |
| 22                | Sten Pålsson        | GAIS Göteborg           | 04.12.1945 | 1        | 0        | 0           | 0          |
| Stürmer           |                     |                         |            |          |          |             |            |
| 9                 | Ove Kindvall        | Feyenoord Rotterdam     | 16.05.1943 | 3        | 0        | 0           | 0          |
| 10                | Ove Grahn           | Grasshopper Club Zürich | 09.05.1943 | 2        | 1        | 0           | 0          |
| 13                | Claes Cronqvist     | Djurgårdens IF          | 15.10.1944 | 1        | 0        | 1           | 0          |
| 18                | Tom Turesson        | Hammarby IF             | 17.05.1942 | 2        | 1        | 0           | 0          |
| 21                | Inge Ejderstedt     | Östers IF               | 24.12.1946 | 1        | 0        | 0           | 0          |
| Trainer           |                     |                         |            |          |          |             |            |
|                   | Orvar Bergmark      |                         | 16.11.1930 |          |          |             |            |

## Endrunde
Die schwedische Auswahl wurde mit den seinerzeit zweifachen Weltmeistern Italien und Uruguay in eine Gruppe gelost. Die Gruppe B komplettierte der Neuling Israel.
| 3. Juni 1970 im Estadio Nemesio Díez, Toluca |   |          |     |
| Italien                                      | - | Schweden | 1:0 |
| 7. Juni 1970 im Estadio Nemesio Díez, Toluca |   |          |     |
| Israel                                       | - | Schweden | 1:1 |
| 10. Juni 1970 im Estadio Cuauhtémoc, Puebla  |   |          |     |
| Schweden                                     | - | Uruguay  | 1:0 |

Am 3. Juni 1970 traf Schweden im ersten Gruppenspiel im Estadio Nemesio Díez in Toluca auf Italien. Vor 14.000 Zuschauern gelang Angelo Domenghini in der 10. Spielminute das Tor des Tages.
Vier Tage später kam es im Spiel gegen Israel zum Duell der Mannschaften, die ihr Auftaktspiel verloren hatten. Zwar konnte Tom Turesson vor 10.000 Schaulustigen in Toluca seine Farben in der 53. Minute in Führung schießen, Mordechai Spiegler gelang jedoch nur drei Minuten später der Ausgleichstreffer für Israel.
Da der uruguayischen Auswahl im Duell der damaligen Rekordweltmeister mit Italien nur ein 0:0-Unentschieden gelungen war, konnte sich die schwedische Auswahl vor der abschließenden Partie am 10. Juni im Estadio Cuauhtémoc in Puebla noch Hoffnungen auf ein Vorstoßen ins Viertelfinale machen, da ein Erfolg mit zwei Toren Unterschied bei Punktgleichheit ein besseres Torverhältnis bedeutete. Allerdings stand es vor 18.000 Zuschauern bis kurz vor Schluss 0:0-Unentschieden, ehe der in der 84. Minute für Göran Nicklasson eingewechselte Ove Grahn den 1:0-Siegtreffer erzielte.
Mit 3:3 Punkten war Schweden damit nach drei Spielen punktgleich mit Uruguay. Diese hatten zwar zudem ebenso zwei Tore erzielt, jedoch ein Gegentor weniger kassiert. Somit wurde die schwedische Auswahl hinter Italien, die mit nur einem erzielten Tor als Gruppensieger das Viertelfinale erreichten, und Uruguay nur Dritter und musste wie Schlusslicht Israel vorzeitig abreisen. Ganze sechs Tore fielen in dieser durch ökonomischen Defensivfußball geprägten Gruppe.
Nationaltrainer Orvar Bergmark wurde nach Ende des Turniers von Georg Ericson abgelöst.